# Phobetor (planeta)
Phobetor (también denominado PSR B1257+12 d) es un exoplaneta (o planeta extrasolar) que orbita el púlsar Lich aproximadamente a 2315 años luz de distancia en la constelación de Virgo. Phobetor fue uno de los primeros planetas que se han descubierto fuera del sistema solar, y es actualmente el tercer objeto que se sabe están orbitando el púlsar Lich. El planeta es casi cuatro veces más masivo que la Tierra.

## Nombre

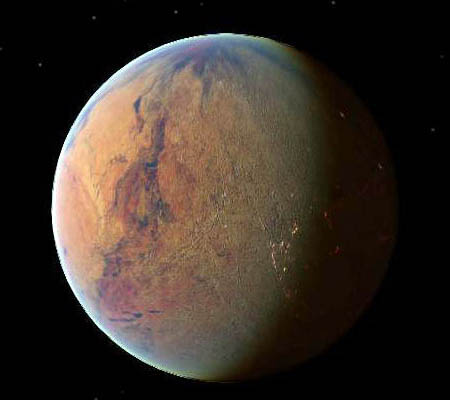
Dibujo artístico del planeta Phobetor.

Los planetas de Lich eran designados de la A a la D (ordenados por el aumento de la distancia). La razón de que estos planetas no son nombrados igual que otros planetas extrasolares es principalmente debido a la fecha de descubrimiento. Siendo los primeros planetas extrasolares descubiertos y en ser descubiertos en torno a un pulsar, a los planetas se dieron las letras mayúsculas "B" y "C" (al igual que otros planetas). Cuando un tercer planeta fue descubierto alrededor del sistema (en una órbita más cerca que los otros dos), el nombre de "A" se empezó a utilizar comúnmente. El nombre del planeta extrasolar 51 Pegasi b (el primer planeta encontrado alrededor de una estrella como el Sol), fue la idea utilizada para nombrar a los planetas. Aunque no se cambió oficialmente el nombre de estos planetas pulsares, algunos científicos los nombras por sus nombres equivalentes al resto de planetas. Phobetor estaba catalogado como "PSR 1257 +12 d" en La Enciclopedia de los Planetas Extrasolares.